# الجمعية العمومية الخيرية الأرمنية

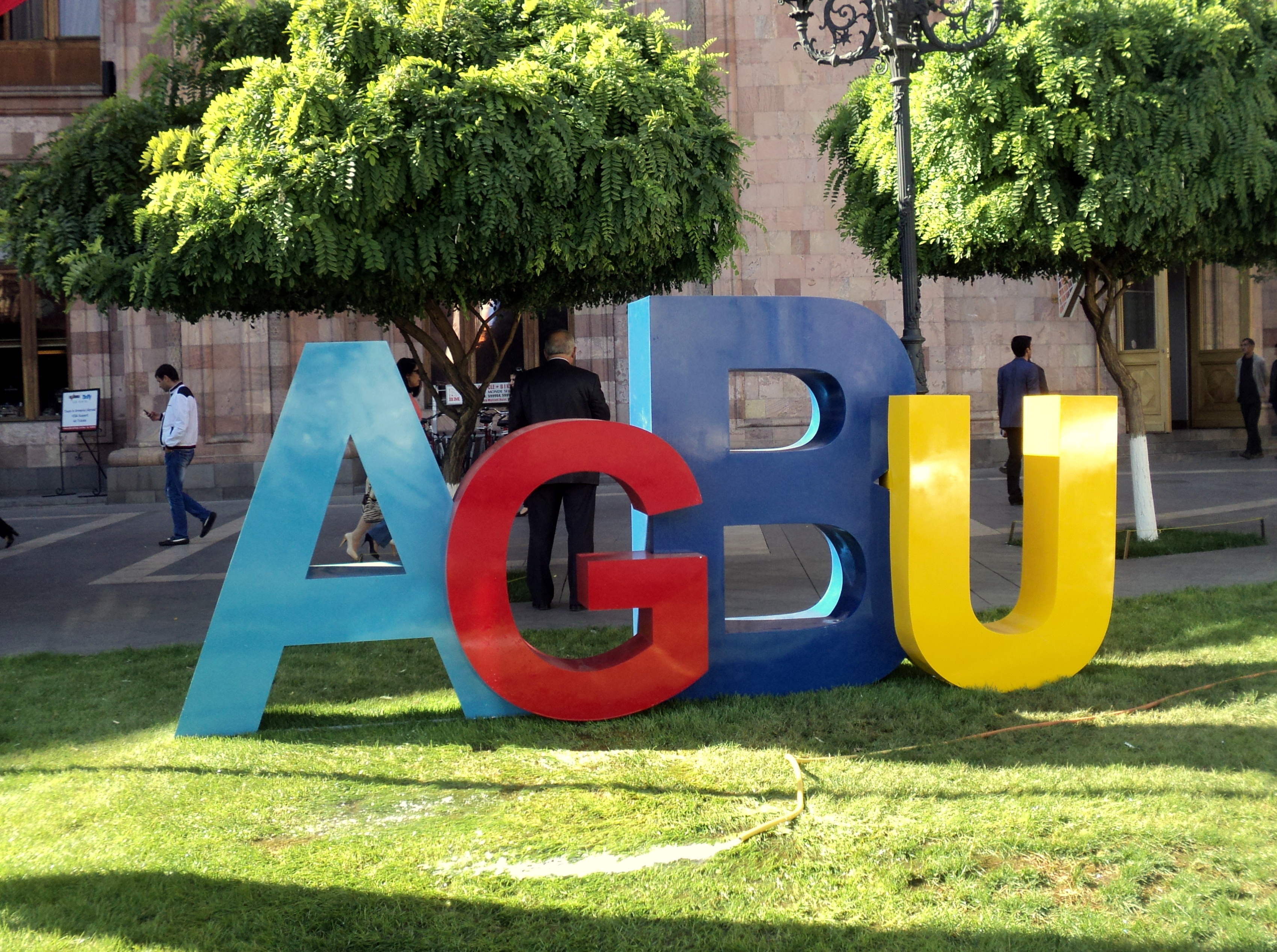
شعار الجمعية العمومية الخيرية الأرمنية أمام فندق ماريوت يريفان.

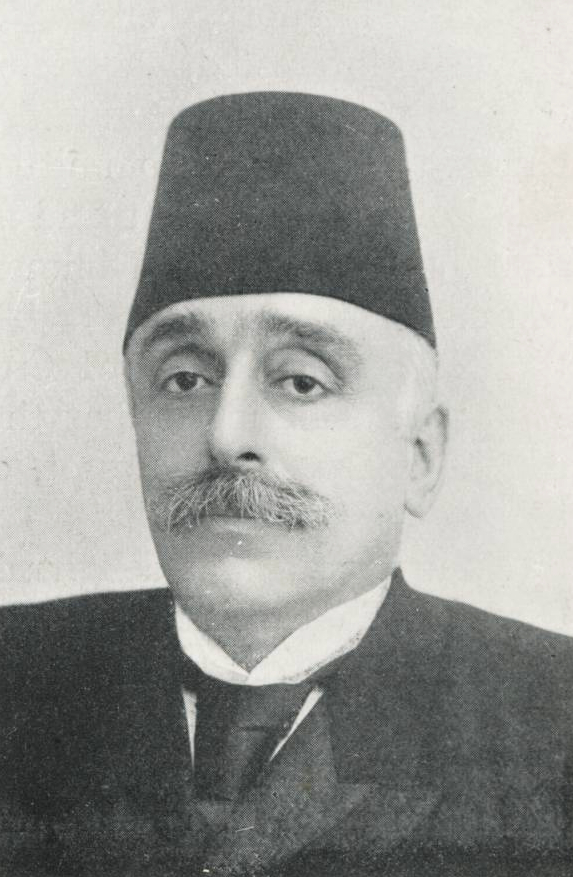
مؤسس الجمعية بوغوص نوبار ابن نوبار باشا.

الجمعية العمومية الخيرية الأرمنية (بالأرمنية Հայ Բարեգործական Ընդհանուր Միութիւն أي ՀԲԸՄ بالإنكليزية Armenian General Benevolent Union أي AGBU بالفرنسية Union générale arménienne de bienfaisance أي UGAB) جمعية خيرية دولية تعنى بمساعدة الأرمن في الانتشار (في أكثر من 30 دولة ومنها أرمن العالم العربي) وفي أرمينيا، في المجالات التربوية والثقافية والاجتماعية. تأسست عام 1906 في القاهرة، مصر وانتقل مركز الجمعية إلى باريس بعد انتهاء الحرب العالمية الأولى ومن ثم إلى نيو يورك مع اندلاع الحرب العالمية الثانية.
تأسيس الجمعية كان في 15 أبريل عام 1906 على يد بوغوص نوبار ابن نوبار باشا، أول رئيس وزراء لمصر وتولى المنصب ثلاث مرات، بالاشتراك مع شخصيات أرمنية مصرية مرموقة لمساعدة المهجّرين الهاربين واليتامى الأرمن من السلطنة العثمانية، وكانت الأخيرة تتبع سياسة اضطهاد للشعب الأرمني، معرّضة مصير الشعب الأرمني في السلطنة للخطر.
الأشخاص الذين تناوبوا على رئاسة الجمعية كانوا بوغوص نوبار باشا، ومن ثم الثري كالوست كولبنكيان، ومن ثم زاريه نوبار، أرشاك كراكوزيان، أليك مانوكيان، لويز مانوكيان - سيمون وبيرج سيتراكيان (الرئيس الحالي).
وتدير الجمعية العديد من المدارس في كندا والولايات المتحدة وأستراليا والأرجنتين بالإصافة إلى البلدان العربية وبالأخص في لبنان وسوريا ومصر والعراق. وتصدر الجمعية العديد من المجلات والمطبوعات أهمها «خوسناك» الناطقة بالجمعية والصادرة في بيروت وArarat Quarterly الأدبية والثقافية الصادرة في الولايات المتحدة الأميركية. وللجمعية شق شبابي عبر تجمع الشباب الأرمني ونشاط رياضي في مختلف الألعاب عبر نادي أنترانيك.

## الوصلات الخارجية
- الموقع الرسمي العالمي للجمعية